# Hymenophyllum cristatum
Hymenophyllum cristatum är en hinnbräkenväxtart som beskrevs av William Jackson Hooker och Grev. Hymenophyllum cristatum ingår i släktet Hymenophyllum och familjen Hymenophyllaceae. Inga underarter finns listade.